# Reza Safinia (Komponist)
Mohamad Reza Safinia (* Mai 1974) ist ein britischer Filmkomponist und Musikproduzent.

## Leben
Reza Safinia wuchs in London auf. Seit frühester Jugend an Musik interessiert, wurde er zunehmend von Ambient und der Musik der Romantik beeinflusst.
Er begann seine Karriere in New York City, wo er zunächst in einem Musikstudio arbeitete. Seit dem Ende der 1990er Jahre arbeitete Safinia mehrere Jahre für Universal Music als Songwriter, Musikproduzent und Toningenieur. In dieser Zeit wirkte er bei Produktionen für Künstler wie Kylie Minogue, Britney Spears, Freestylers und Ms. Dynamite mit. Später produzierte Safinia auch diverse Soundtracks, wobei er zunächst vor allem für Kurzfilme komponierte. 2012 entstand sein Soundtrack für das Filmdrama Filly Brown. Es folgten weitere Kompositionen für Filme wie Mercy – Der Teufel kennt keine Gnade, The Trust oder mehrere Folgen der Fernsehserie Snatch.
Gemeinsam mit dem Musiker Theo Brehony produziert er House, den beide unter dem Namen Heist veröffentlichten. Von 2004 bis 2020 betrieb Safinia das Musiklabel Illa State Records. Im Jahr 2021 veröffentlichte Safinia die beiden Solo-Alben Yin und Yang. Gelegentlich trat er auch als Executive Producer von Filmen in Erscheinung.
Er lebt und arbeitet im Los Angeles County.

## Filmografie (Auswahl)
Soundtracks
- 2012: Filly Brown
- 2013: Enter the Dangerous Mind
- 2013: Fight Like a Girl (Dokumentarfilm)
- 2014: Mercy – Der Teufel kennt keine Gnade (Mercy)
- 2016: The Trust
- 2016: Birth of the Dragon
- 2016: The Bounce Back
- 2017: Nude (Dokumentarfilm)
- 2018: Snatch (Fernsehserie, 10 Episoden)
- 2020: P-Valley (Fernsehserie, 5 Episoden)
- 2021: The Way

Executive Producer
- 2013: Enter the Dangerous Mind
- 2014: Die Augen des Engels (The Face of an Angel)